# Little Red (album)
Little Red è il secondo album in studio della cantante britannica Katy B, pubblicato nel febbraio 2014.

## Tracce
1. Next Thing – 3:03
2. 5 AM – 3:21
3. Aaliyah (feat. Jessie Ware) – 4:38
4. Crying for No Reason – 4:02
5. I Like You – 4:03
6. All My Lovin' – 4:41
7. Tumbling Down – 4:42
8. Everything – 3:47
9. Play (feat. Sampha) – 3:23
10. Sapphire Blue – 4:27
11. Emotions – 4:35
12. Still – 3:29

## Classifiche
| Classifica (2014) | Posizione raggiunta |
| ----------------- | ------------------- |
| Regno Unito       | 1                   |